# Petar Sanew
Petar Dimitrow Sanew (bulgarisch Петър Димитров Занев, engl. Transkription Petar Zanev; * 18. Oktober 1985 in Blagoewgrad) ist ein ehemaliger bulgarischer Fußballspieler, der zuletzt für Pirin Blagoewgrad spielte.

## Spielerkarriere

### Verein
Petar Sanew begann seine Karriere als Fußballer  im Alter von 19 Jahren in seiner bulgarischen Heimatstadt bei Pirin Blagoewgrad. Dort spielte er eine Saison lang konstant in der ersten Mannschaft, bis er 2005 zum bulgarischen Topclub Litex Lowetsch wechselte. Sein bulgarischer Landsmann und Förderer Christo Stoitschkow holte ihn zum spanischen Zweitligaclub Celta Vigo, wo er jedoch nicht recht zum Zuge kam, was auch an der Entlassung eben jenes Stoitschkow im Oktober 2007 lag. Für die Rückrunde war er an Celtas Ligarivalen Racing de Ferrol ausgeliehen, wo er nun regelmäßig zum Einsatz kam, aufgrund des Abstieges Ferrols in die dritte Liga jedoch nach Bulgarien zurückkehren musste. In den folgenden Jahren gelang ihm mit Litex die Rückkehr an die bulgarische Spitze. Er konnte mit seiner Mannschaft nach dem Pokalsieg 2009 die Meisterschaften 2009/10 und 2010/11 gewinnen.
Im Sommer 2012 verließ Sanew Litex und wechselte zu Wolyn Luzk in die ukrainische Premjer-Liha. Ein Jahr später zog es ihn zu Amkar Perm nach Russland.

### Nationalmannschaft
Der talentierte Linksverteidiger Sanew bestritt bisher drei Partien für die bulgarische Nationalmannschaft.

## Erfolge
- Bulgarischer Meister: 2010, 2011
- Bulgarischer Pokalsieger: 2009